# Ejército Nacional Revolucionario
El Ejército Nacional Revolucionario (chino: 國民革命軍; pinyin: Guómín Gémìng Jūn) fue el ejército nacional de la República de China. Estaba controlado en gran parte por el Kuomintang (KMT), de tal manera que los límites entre el KMT y el Ejército Nacional Revolucionario podían llegar a ser bastante difusos.

## Historia
El Ejército Nacional Revolucionario estaba estrechamente relacionado con la Academia Militar Whampoa, también establecida por el KMT. Gran número de oficiales del ENR pasaron por Whampoa y el primer comandante, Chiang Kai-shek, llegó a Comandante en Jefe del Ejército en 1925 antes de llevar a cabo con éxito la Expedición del Norte. Además de Chiang Kai-shek, otros importantes mandos del Ejército Nacional Revolucionario fueron Du Yuming y Chen Cheng.
Durante algún tiempo, durante la segunda guerra sino-japonesa, fuerzas del Partido Comunista de China lucharon como parte nominal del Ejército Nacional Revolucionario, formando el Ejército de la Octava Ruta y el Nuevo Cuarto Ejército, pero esta cooperación más tarde se vio rota. En la guerra civil china, el Ejército Nacional Revolucionario sufrió problemas de deserción, pues muchos efectivos se pasaron a luchar con los comunistas.

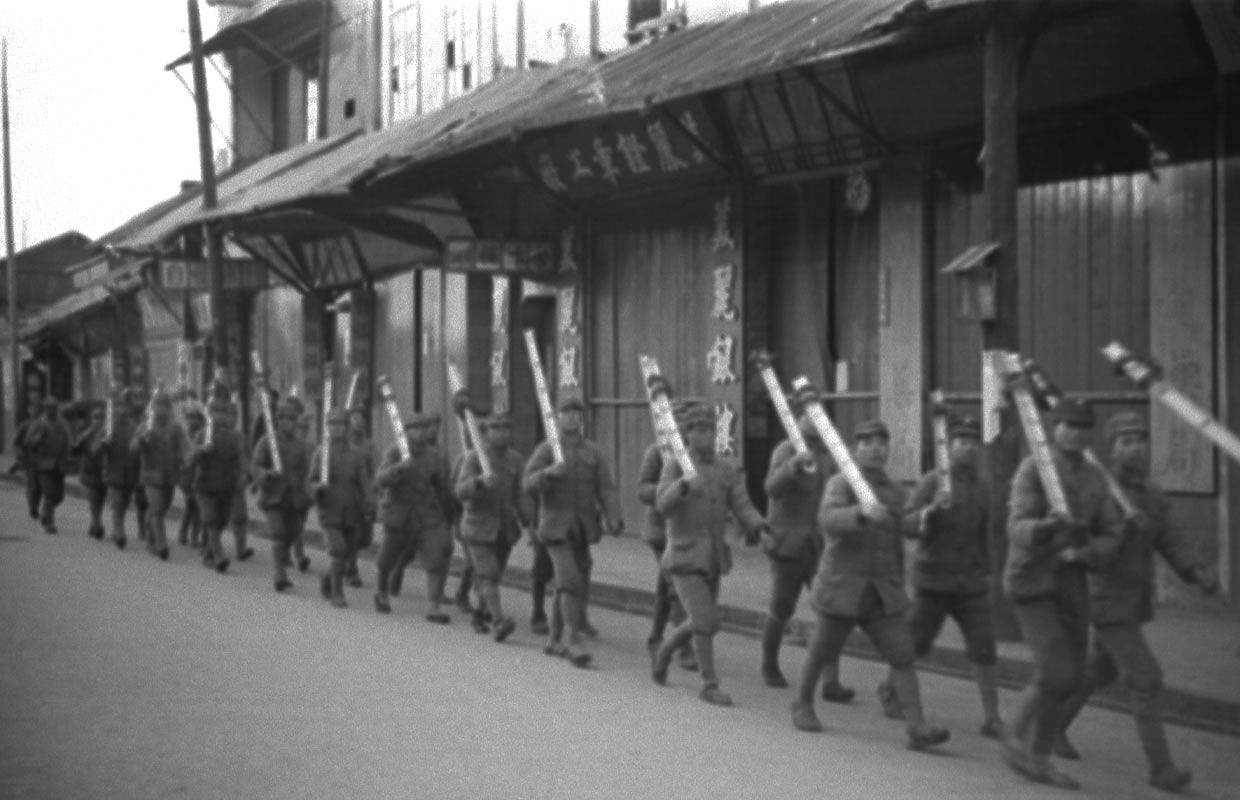
Tropas chinas en Gannan, durante los años 1940.

## Proveedores internacionales
- Bélgica
- Canadá
- Checoslovaquia
- Dinamarca
- Francia
- Reino de Italia
- Unión Soviética
- Suecia
- Reino Unido
- Estados Unidos